# Puerto Carreño
Puerto Carreño är en kommun och stad i Colombia.   Den ligger i departementet Vichada, i den östra delen av landet, 700 km öster om huvudstaden Bogotá. Antalet invånare i kommunen är 13 288.
Puerto Carreño är administrativ huvudort för departementet Vichada. Den är belägen vid Metaflodens utflöde i den större Orinocofloden, vid gränsen mot Venezuela. Centralorten hade 11 105 invånare år 2008. Orten hette El Picacho fram till 1934 då den fick sitt nuvarande namn.